# Tellurium

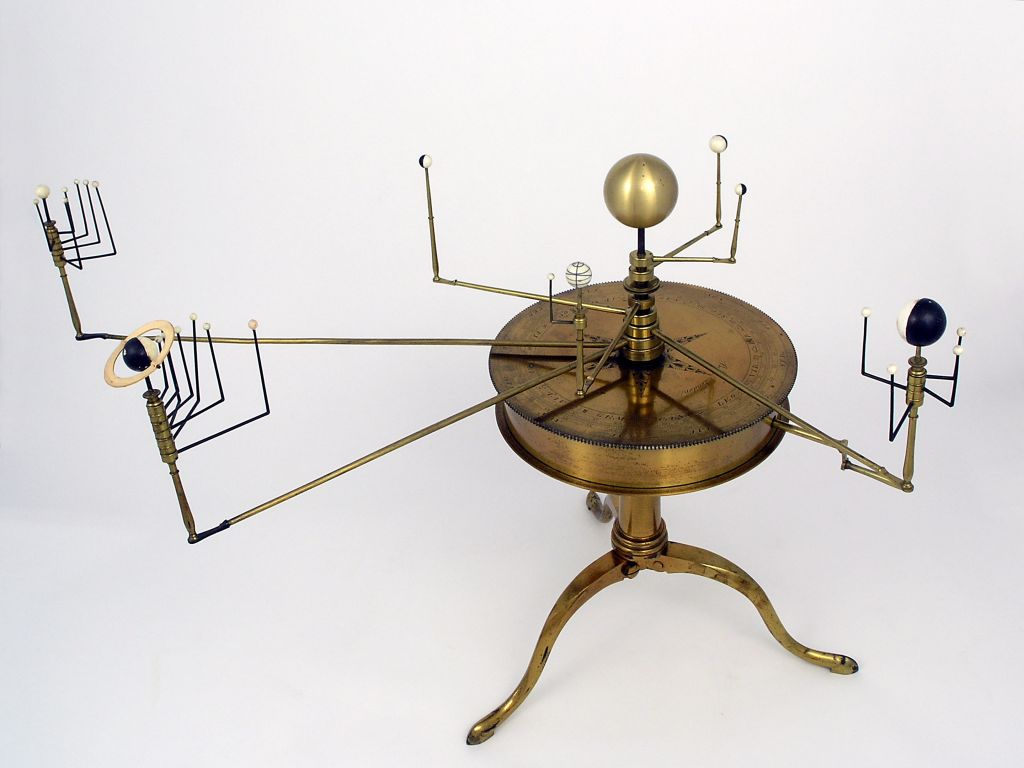
Tellurium skonstruowane przez Roberta Brettella Bate'a, ok. 1812. Aktualnie przechowywane w Thinktank, Birmingham Science Museum.

Tellurium – przyrząd będący modelem ruchów Ziemi i Księżyca względem Słońca, służący do pokazywania:
- oświetlenia Ziemi w różnych porach dnia i roku,
- faz Księżyca,
- zaćmień Słońca i Księżyca[2][3].